# 约翰·约瑟夫·卡蒂
约翰·约瑟夫·卡蒂（英語：John Joseph Carty，1861年4月14日—1932年12月27日），美国电气工程师，电话线和相关技术的主要贡献者。卡蒂曾获得IEEE爱迪生奖章。作为AT&T的首席工程师，他对第一条横贯大陆电话线的建设做出了重要贡献。
1915年至1916年，卡蒂担任了美国电气工程师研究所的主席。

## 奖项和荣誉
- 富兰克林研究所爱德华·朗斯特雷思奖章  (1905年)[2]
- 美国文理科学院院士 (1915年)[3]
- IEEE爱迪生勋章 (1917年)
- 富兰克林研究所富兰克林奖章 (1916年)[4]
- 美国国家科学院约翰·J·卡蒂奖 (1932年)[5]